# Май, Карл (футболист)
Карл Май (нем. Karl Mai; 27 июля 1928 — 15 марта 1993) — немецкий футболист, левый полузащитник сборной ФРГ, чемпион мира 1954 года.

## Биография
Большую часть карьеры Май выступал за «Гройтер Фюрт» — всего провёл за эту команду 400 матчей. В 1958—1961 году также выступал за мюнхенскую «Баварию», а завершал карьеру футболиста в скромных командах Швейцарии и Австрии. В 1950 году вместе с «Фюртом» выиграл чемпионат Оберлиги Зюд.
Карл Май был игроком основного состава на победном для сборной ФРГ чемпионате мира в Швейцарии 1954 года. В финале чемпионата мира Маю удалось нейтрализовать действия Шандора Кочиша, забившего на турнире к тому моменту уже 11 голов. Зепп Хербергер чрезвычайно ценил игровой стиль Чарли Мая, которого он сравнивал с игроком сборной Германии 1930-х годов Андреасом Купфером.
Свой единственный гол за сборную Чарли Май забил 28 мая 1955 года. Это был победный гол в товарищеском матче против Ирландии. Всего за сборную ФРГ он провёл 21 матч. В 1958 году выступал также за вторую сборную ФРГ.
После окончания карьеры футболиста Карл Май стал тренером. Он возглавлял ФК «Ингольштадт» в сезоне 1963/1964 в Региональной лиге Зюд. Далее сосредоточился на работе с любительскими командами: ESV Ingolstadt (1964/1965), MTV Ingolstadt (1965—1967), Wacker München (1969, финалист Любительского чемпионата), FC Deisenhofen, SV 73 Nürnberg. Также работал школьным учителем физкультуры в родном городе Фюрт.
Был женат с 1952 года, брак был бездетным. С 1975 года перенёс 6 операций, в основном связанных с желудочно-кишечным трактом. В начале 1990-х ему удалили правое лёгкое. Умер в 1993 году от лейкемии в возрасте 64 лет.
В 2004 году спортивному комплексу его родного клуба «Гройтер Фюрт» было дано имя Чарли Мая.

## Достижения
- Чемпион мира: 1954
- Чемпион Оберлиги Зюд (1): 1949/1950